# Chiesa della Madonna di Loreto (Orbetello)
La chiesa della Madonna di Loreto è la parrocchiale di Polverosa, località nel comune di Orbetello, in provincia di Grosseto, Toscana. Risale al XX secolo.

## Storia
La chiesa della Madonna di Loreto venne progettata dall'architetto Carlo Boccianti negli anni cinquanta. La consacrazione avvenne il 7 dicembre 1958 con rito officiato dal vescovo della diocesi di Pitigliano-Sovana-Orbetello, mons. Paolo Galeazzi. La chiesa è sede di una parrocchia costituita il 1º gennaio 1955, qualche anno prima dell'effettiva realizione della chiesa. La parrocchia conta circa 400 abitanti.

## Descrizione
Si presenta in un semplice e sobrio stile neoromanico, con facciata preceduta da portico, su cui è posto lo stemma in ferro battuto di monsignor Galeazzi, che promosse la costruzione dell'edificio, come nella vicina chiesa di San Donato. Sul fianco sinistro dell'edificio si innalza il campanile, ospitante tre campane realizzate dalla fonderia Pasqualini di Fermo.